# Под сенью девушек в цвету
«Под сенью девушек в цвету» (фр. À l'ombre des jeunes filles en fleurs; другой вариант перевода — «Под сенью дев, увенчанных цветами») — вторая книга Марселя Пруста из цикла «В поисках утраченного времени» (далее — «Поиски»). Впервые была опубликована во Франции в конце 1918 года.

## Из истории создания и публикации
Марсель Пруст работал над романом «Под сенью девушек в цвету» в течение нескольких лет. Замысел книги формировался в процессе общей работы над циклом «Поисков» и написанием его первой части — «По направлению к Свану». Название второго романа случайно подсказал писателю его знакомый Марсель Плантенвиль, с которым Пруст общался во время своей поездки в Кабур летом 1908 года. На вопрос Пруста, почему он любит проводить время в окружении стайки девушек, Плантенвиль признался, что в таком окружении он чувствует себя под защитой: «Под защитой, или под сенью, — продолжал он, — и поскольку речь идёт о лете, можно сказать, что я нахожусь под сенью девушек в цвету». Эта спонтанная метафора так впечатлила Пруста, что он тут же попросил и получил согласие Плантенвиля использовать это «прекрасное название романа», если однажды ему «придёт в голову идея написать о юных девушках из Кабура».
В 1914 году в июньском номере журнала «Нувель Ревю франсез» были напечатаны отрывки из романа
«Под сенью девушек в цвету» — описание первой поездки героя в Бальбек. В это же время рукопись, в которой это название отдавалось лишь одной из глав второй книги цикла , готовилась к набору у издателя Грассе, выпустившего за год до этого первую часть «Поисков». Но начавшаяся мировая война не дала осуществиться публикации остальных, на тот момент, частей «Поисков», и в последующие несколько лет Пруст напряжённо работал над текстом романа, значительно расширив свой первоначальный замысел. В 1916 году он уступает настойчивым предложениям одного из ведущих французских издателей Гастона Галлимара и переходит к нему от Грассе. В 1918 (1919) Галлимар публикует вторую часть «Поисков» под названием «Под сенью девушек в цвету». В 1920 году появилось второе издание романа, носящее новые следы авторского вмешательства в текст, однако усиливающаяся с каждым годом болезнь (астма) заставила Пруста отказаться от правки корректур и всё своё время и силы отдать написанию следующих томов цикла.

## Присуждение Гонкуровской премии
Несмотря на то, что роман «Под сенью девушек в цвету»  не вызвал поначалу большого внимания критики, в ноябре 1919 года писатель выдвигает свою кандидатуру на Гонкуровскую премию. 10 ноября 1919 года Марселю Прусту была присвоена премия, причём его книга собрала больше голосов членов Академии (шесть против четырех), чем конкурировавший с ним пацифистский роман Ролана Доржелеса Деревянные кресты.

## Переводы на русский язык
На русском языке роман был впервые опубликован в 1927 году в переводе Любови Гуревич при участии Софии Парнок и Бориса Грифцова. В 1928 году роман вышел в издании "ACADEMIA" в Ленинграде в переводе и с предисловием Б.А. Грифцова. Издание всего цикла "В поисках за утраченным временем" (именно так!) осуществлялось под общей редакцией Б.А. Грифцова и А.А. Франковского. В 1934 году новый перевод осуществил Андрей Фёдоров, а в 1976 году вышла ещё одна версия «Под сенью девушек в цвету», выполненная Николаем Любимовым. Наконец, в 2016 году вышел в свет перевод Елены Баевской с несколько изменённым названием романа: «Под сенью дев, увенчанных цветами».